# Black Panther: Wakanda Forever
Black Panther: Wakanda Forever er en amerikansk spillefilm fra 2022 af Ryan Coogler.

## Medvirkende
- Letitia Wright som Shuri
- Lupita Nyong'o som Nakia
- Danai Gurira som Okoye
- Winston Duke som M'Baku
- Dominique Thorne som Riri Williams